# 隆尚苏沙特努瓦
隆尚苏沙特努瓦（法語：Longchamp-sous-Châtenois，法語發音：[lɔ̃ʃɑ̃ su ʃatnwa] ⓘ，意为“沙特努瓦下方的隆尚”）是法国大东部大区孚日省的一个市镇，属于讷沙托区。

## 地理
隆尚苏沙特努瓦（48°17'22"N, 5°49'42"E）面积4.85 平方千米，位于法国大東部大區孚日省，该省份为法国东北部内陆省份，北起默兹省和默尔特-摩泽尔省，西接上马恩省，南至上索恩省和贝尔福地区省，东临上莱茵省和下莱茵省。
与隆尚苏沙特努瓦接壤的市镇（或旧市镇、城区）包括：沙特努瓦、达尔内欧谢讷、拉讷沃维尔-苏沙特努瓦、桑多库尔。

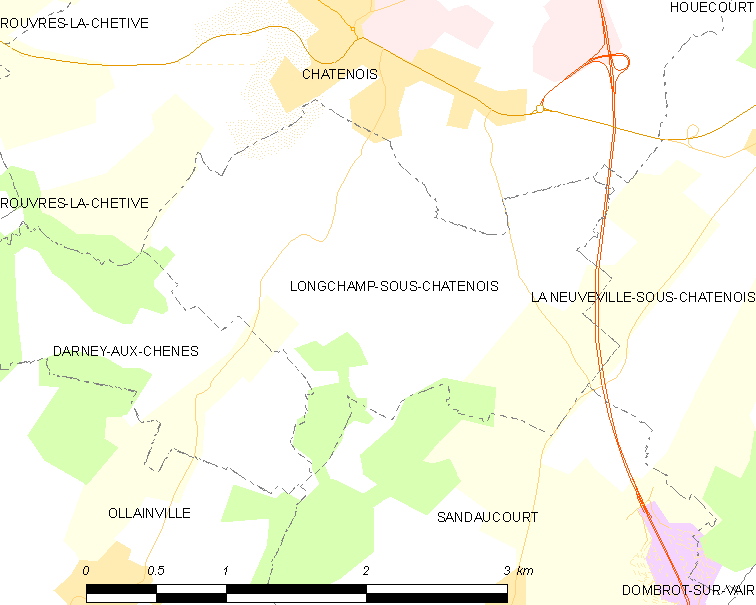
隆尚苏沙特努瓦的OSM定位图

隆尚苏沙特努瓦的时区为UTC+01:00、UTC+02:00（夏令时）。

## 行政
隆尚苏沙特努瓦的邮政编码为88170，INSEE市镇编码为88274。

## 政治
隆尚苏沙特努瓦所属的省级选区为米尔库尔县。

## 人口

1962-2008年间隆尚苏沙特努瓦人口变化图示

隆尚苏沙特努瓦于2022年1月1日时的人口数量为81人。